# (27089) 1998 UE15
1998 يو إي 15 (ويعرف أيضًا باسم (27089) 1998 يو إي 15 وفق تسمية الكوكب الصغير) (بالإنجليزية: 1998 UE15)‏ هو كويكب ضمن حزام الكويكبات؛ وترتيبه 27089 من حيث الاكتشاف.
اكتُشف هذا الجُرم الفلكي بواسطة كورادو كورليفيتش في 23 أكتوبر 1998.

## وصلات خارجية
- (27089) 1998 UE15 في قاعدة بيانات مختبر الدفع النفاث لأجرام النظام الشمسي الصغيرة

- الاكتشاف · مخطط المدار ·  العناصر المدارية · المعلمات المادية

- (27089) 1998 UE15 على موقع ويكي سكاي: DSS2, SDSS, GALEX, IRAS, Hydrogen α, X-Ray, Astrophoto, Sky Map, Articles and images